# Karim Jallow
Karim Jallow, né le 13 avril 1997, à Munich, en Allemagne, est un joueur allemand de basket-ball. Il évolue aux postes d'arrière et d'ailier.

## Biographie
En juin 2021, il s'engage avec le Ratiopharm Ulm.

## Palmarès
- Coupe d'Allemagne 2018